# Manius Abbadi
Manius Abbadi (Porto Alegre, 13 aprile 1976) è un pallavolista brasiliano.
Gioca nella Serviço Social da Indústria SP nel ruolo di schiacciatore.

## Palmarès

### Club
- Campionato brasiliano: 2

1999-00, 2012-13